# Louis Saillant
Louis Saillant (Valence, 27 novembre 1910 – Parigi, 28 ottobre 1974) è stato un sindacalista e partigiano francese.

## Biografia
Membro del sindacato francese CGT (Confédération Générale du Travail) delle costruzioni, si dimostrò dapprima vicino alle posizioni di Léon Jouhaux ed alle tendenze di stampo non-comunista della CGT, maggioritarie fino al 1947.
Il 15 novembre 1940, quando René Belin  prospose di sciogliere le organizzazioni sindacali, Saillant fu uno dei firmatari del Manifesto dei Dodici, atto di fondazione del movimento sindacale francese nella sua opposizione al Governo di Vichy. Come la maggior parte dei firmatari di questo manifesto, si unirà ben presto al movimento di Resistenza francese Libération-Nord, mostrandosi resistente pugnace e instancabile.
Nel marzo del 1943, organizzò una federazione clandestina del CGT delle Poste. Il 17 aprile dello stesso anno, con Robert Bothereau, organizzò - sempre clandestinamente - a Le Perreux-sur-Marne, nei sobborghi di Parigi, un incontro con i membri dell'ex Confédération générale du travail unitaire Henri Raynaud e André Tollet. Questo incontro fu l'origine dei cosiddetti Accordi di Perreux, che posero fine alla divisione della CGT tanto sul piano dell'azione che su quello dell'organizzazione.
Rappresentante della CGT al Conseil National de la Résistance (CNR), ne assunse la presidenza l'11 settembre 1944. Lo si troverà in seguito ad Algeri, in qualità di rappresentante della CGT presso il Governo provvisorio della Repubblica francese.
In seguito alla Liberazione della Francia, entrò nel Bureau confédéral del sindacato. Nel marzo 1946, al termine della Conferenza sindacale mondiale, tenutasi a Parigi sotto la presidenza di Léon Jouhaux ed in presenza di trecento delegati provenienti da sessantacinque paesi, nacque la Federazione Sindacale Mondiale, di cui Saillant divenne Segretario Generale fino al 1968. 
Quando all'interno della CGT si creò una corrente "centrista" - guidata da amici di Jouhaux e comunisti al seguito di Benoit Frachon - che optà per la scissione nel dicembre 1947, Saillant rimase fedele al proprio ruolo all'interno del Bureau confédéral, rifiutando di aderire alla neonata Force ouvrière.
Membro del Mouvement de la Paix, fu insignito del Premio Lenin per la pace nel 1958.